# Anatoli Wladimirowitsch Sofronow

Grabstein Sofronows auf dem Friedhof Trojekurowo in Moskau

Anatoli Wladimirowitsch Sofronow (russisch Анато́лий Влади́мирович Софро́нов; * 6. Januarjul. / 19. Januar 1911greg. in Minsk; † 10. September 1990 in Moskau) war ein sowjetisch-belarussischer Schriftsteller. 

## Leben
Sofronow machte nach dem Schulbesuch zunächst eine Lehre als Schlosser und absolvierte ab 1937 ein Studium der Literatur am Rostower Pädagogischen Institut. Daneben begann er Gedichte zu verfassen und konnte bereits 1934 einen ersten Gedichtband herausbringen (Sonnige Tage). Im Jahr 1940 trat er in die Kommunistische Partei der Sowjetunion (KPdSU) ein. Während des Zweiten Weltkrieges war er Sonderkorrespondent der Tageszeitung Iswestija. Nach dem Ende des Krieges wurde er Sekretär der Schriftstellervereinigung der Sowjetunion (1948–1953). Sofronow veröffentlichte nun vor allem Dramen und schrieb Texte für Schauspiele. Er behandelte in seinen Werken Fragen des täglichen Lebens und der sozialistischen Moral. Von 1953 bis 1986 war er Chefredakteur der Zeitschrift Ogonjok (Der Funke). Von 1958 bis 1986 hatte Sofronow den Vorsitz des Solidaritätskomitees mit den Ländern Asiens und Afrikas inne. 
Er war verheiratet und hatte drei Kinder.

## Werke
Die weiterhin entstehenden Gedichte wurden in mindestens 16 Gedichtbänden veröffentlicht. Hinzu kamen Lieder sowie, teils nach eigenen Dramen, Filmdrehbücher und Operettenlibretti und ein unvollendeter roman (Die Kinder des stillen Don).
| - 1934: Solnetschnije dni (dt. Sonnige Tage) - 1936: Im Verlauf des Don - 1944: Steppensoldaten - 1947: Gedichte der Kriegsjahre - 1946: W odnom gorode (Uraufführung 1948; dt. In einer Stadt; Stalinpreis 1948) - 1948: Moskowski charakter (Uraufführung 1949; dt. Moskauer Charakter; Stalinpreis 1949) - 1954: Das Herz verzeiht nicht - 1959: Million sa ulybku (dt. Eine Million für ein Lächeln) - 1967: Emigranty (dt. Die Auswanderer) - 1968: Labirint | - Wie eine alte Eiche - Singt, Genossen - Die Stadt Rostow - Es lebe die Jugend - Das herz des Seemanns - Meine Liebe, mein Russland - 1972: Sommerträume - 1983: Der Sturm kam unerwartet |

## Auszeichnungen
Neben den zwei Staatspreisen für seine Dramen (1948, 1949) erhielt Sofronow den Orden der Oktoberrevolution (1971), den Orden des Roten Banners der Arbeit, und wurde 1981 zum Helden der sozialistischen Arbeit ernannt. Folgende weiteren Auszeichnungen wurden ihm zuteil: Militär-Verdienstorden (1943), Medaille Für die Verteidigung des Kaukasus und der orden für den Sieg über Deutschland im Großen Vaterländischen Krieg 1941-1945.